# Florencio Abad
{{Infobox politicus Filipijnen
| naam                = Florencio Abad
| afbeelding          = Butch Abad (crop).png
| volledige naam      = 
| geboren             = 13 juli 1954
| overleden           = 
| huidige functie     = Geen
| sinds               = [[2010]-[2020]]
| partij              = 
| voorganger          = 
| tijdvak2            = 2010-2016
| functie2            = Minister van Budget
| voorganger2         = Rolando Andaya jr.
| opvolger2           = Benjamin Diokno
| tijdvak3            = 2004-2005
| functie3            = Minister van Onderwijs
| voorganger3         = Edilberto de Jesus
| opvolger3           = Ramon Bacani
| tijdvak4            = 1995-2004
| functie4            = Afgevaardigde van Batanes
| voorganger4         = Enrique Lizardo
| opvolger4           = Henedina Razon-Abad
| tijdvak5            = 1989-1990
| functie5            = Minister van Landbouw
| voorganger5         = Miriam Defensor Santiago
| opvolger5           = Benjamin Leong
| tijdvak6            = 1987-1989
| functie6            = Afgevaardigde van Batanes
| voorganger6         = Fernando Faberes
| opvolger6           = Enrique Lizardo
| overig_tijdvak1     = 1999-2004
| overig_functie1     = President Liberal Party
| voorganger_overig1  = Raul Daza
| opvolger_overig1    = Joseph Emilio Abaya 
| website             =
}}
Florencio B. "Butch" Abad (Manilla, 13 juli 1954) is een Filipijns politicus en bestuurder. Abad was van 2010 tot 2016 minister van Budget en Management in het kabinet van president Benigno Aquino III. Eerder was Abad van 2004 tot 2005 minister van Onderwijs in het kabinet van Gloria Macapagal-Arroyo en was hij 1989 en 1990 al enkele maanden minister van Landbouwhervormingen in het kabinet van Corazon Aquino. Daarnaast was Abad van 1987 tot 1989 en van 1995 tot 2004 lid van het Filipijns Huis van Afgevaardigden.

## Biografie
Abad werd geboren op 13 juli 1954 in de wijk Sampaloc in de Filipijnse hoofdstad Manilla. Zijn ouders waren de politici Jorge Abad en Aurora Barsana. Na zijn middelbareschool-opleiding aan de Ateneo de Manila University, behaalde Abad een Bachelor of Science diploma Business Management en voltooide hij een bachelor-opleiding rechten aan dezelfde onderwijsinstelling. Aansluitend slaagde hij in 1985 voor het toelatingsexamen van de Filipijnse balie. Nadien volgde hij nog een Master-opleiding Openbaar Bestuur aan de John F. Kennedy School of Government van de Harvard-universiteit in de Verenigde Staten.
Na de val van Ferdinand Marcos, veroverde Abad bij de verkiezingen van 1987 de zetel als afgevaardigde van de provincie Batanes in het opnieuw opgerichte Filipijns Huis van Afgevaardigden. Deze positie bekleedde hij tot hij in december 1989 werd benoemd als minister van Landbouwhervormingen. Deze eerste periode als minister duurde slechts enkele maanden, tot 5 april 1990. Twee jaar later deed hij mee aan de senaatsverkiezingen. Hij behaalde daarbij echter onvoldoende stemmen om een zetel te bemachtigen. Bij de verkiezingen van 1995 werd Abad namens Batanes wel opnieuw gekozen in het Huis. Bij de verkiezingen van 1998 en 2001 werd hij herkozen.
Na afloop van deze periode in het Huis werd Abad in juli 2004 door president Gloria Macapagal-Arroyo benoemd tot minister van Onderwijs. Toen Macapagal-Arroyo in opspraak kwam na het aantijgingen van verkiezingsfraude, nam hij in 2005 ontslag. Bij de verkiezingen van 2010 was Abad de campagnemanager van de Liberal Party. Nadat hun kandidaat Benigno Aquino III de presidentsverkiezingen won werd Abad door hem benoemd als minister van Budget en Management. Hij bekleedde deze functie de gehele ambtstermijn van Aquino tot jun 2016.
Abad was getrouwd met Henedina Abad. Samen kregen ze vier kinderen. Abad was een broer van kunstenares Pacita Abad.  